# Landshuter Brauhaus
La Landshuter Brauhaus AG est une brasserie à Landshut.

## Histoire
L'année de fondation est 1493, lorsque la loi sur la pureté de Landshut est proclamée. La brasserie d'origine s'appelle Kollerbräu, dans la vieille ville basse, où la bière est brassée sans interruption jusqu'en 1942. Sous la direction du maître brasseur Franz Koller, la propriété est reconstruite en 1881 et conserve pour l'essentiel son aspect actuel.
En 1923, la Kollerbräu fusionna avec la brasserie Fleischmann et devient une société par actions ; c'est le seul moyen d'assurer la pérennité de l'entreprise. La brasserie actuelle située à l'est de la ville de Landshut est mise en service dans les années 1960.
La bière de la Landshuter Brauhaus est servie dans de nombreuses tavernes et restaurants de Landshut et de ses environs, notamment dans le Gasthaus zum Freischütz, dans la Neustadt. La brasserie est également représentée lors du dult de Landshut (Spring Dult, Bartlmädult).
La brasserie est membre de la Brauring, une société coopérative de brasseries privées d'Allemagne, d'Autriche et de Suisse.

## Production
La Landshuter Brauhaus produit en permanence plus d'une douzaine de types de bière. Les bières de fermentation basse comprennent la Brauhaus Hell, Hochzeits Bier, Edelhell, Zwick'l Bio-Bier, Brauhaus Leicht et Brauhaus Dunkel ainsi que les panachés Brauhaus Radler et Brauhaus Radler Naturwolke. Les bières de fermentation haute comprennent la Hefe Weisse, la Braut Weisse, la Bio Hefe Weisse, la Leichte Weisse, la Weisse sans alcool et la Dunkel Weisse. Il existe également des bières de saison : la bière forte Prädikator, l'Osterbier, la Kirchweih-Bier et la Winterfestbier.
Des boissons gazeuses non alcoolisées sont également mises en bouteille. Il s'agit notamment des variétés d'eau de source Premium Quelle spritzig et Premium Quelle medium, des variétés de limonade VC Orangen-Limonade, VC Zitronen-Limonade, Diät Orange, Diät Zitrone et Brause ainsi que des boissons à base de jus de fruits A-C-E Trunk, Apfelschorle, Apfel-Kirsch et Schwarze Johannisbeere.
En outre, la Landshuter Brauhaus est une entreprise d'embouteillage agréée par la Spezi Markengetränkeverbandes et produit donc également les boissons à base de cola Original Spezi et Original Spezi Zero.